# Nynantheae
Nynantheae är en familj av nässeldjur som beskrevs av Oscar Henrik Carlgren 1899. Nynantheae ingår i ordningen havsanemoner, klassen Hexacorallia, fylumet nässeldjur och riket djur.
Nynantheae är enda familjen i ordningen Actiniaria.